# Arlesheimer Dom

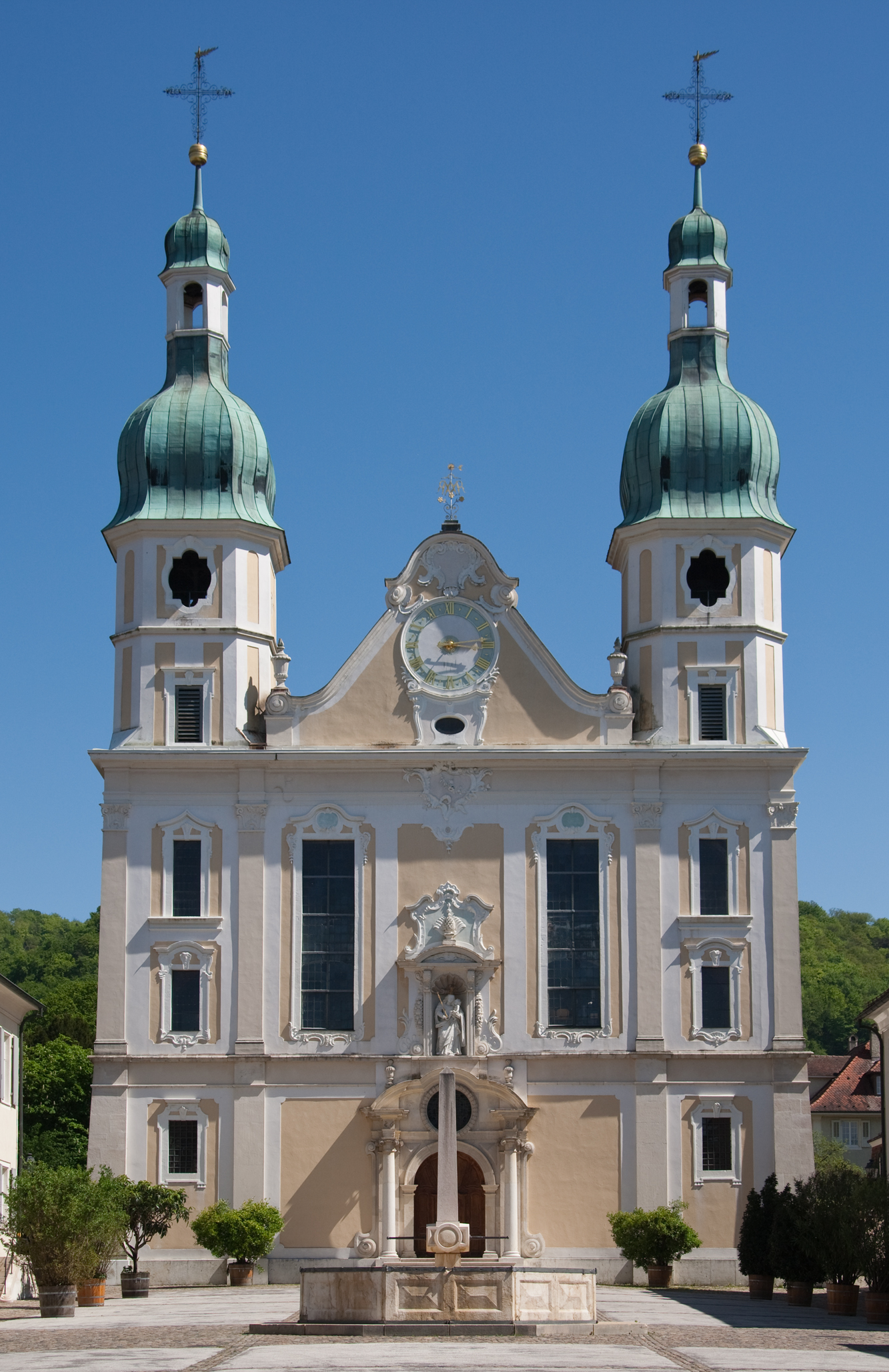
Arlesheimer Dom, Fassade

Der Arlesheimer Dom steht in der basellandschaftlichen Gemeinde Arlesheim in der Schweiz und wurde 1681 geweiht. Die Kirche und die Domherrenhäuser am Domplatz waren von 1679 bis 1792 Sitz des Domkapitels des Bistums Basel. Der Dom ist zum Wahrzeichen von Arlesheim geworden. Der Dom ist der Unbefleckten Empfängnis Mariens geweiht, während die Patronin der zugehörigen Pfarrei die heilige Odilia ist. Berühmt ist auch die Orgel von Johann Andreas Silbermann aus dem Jahr 1761.

## Geschichte

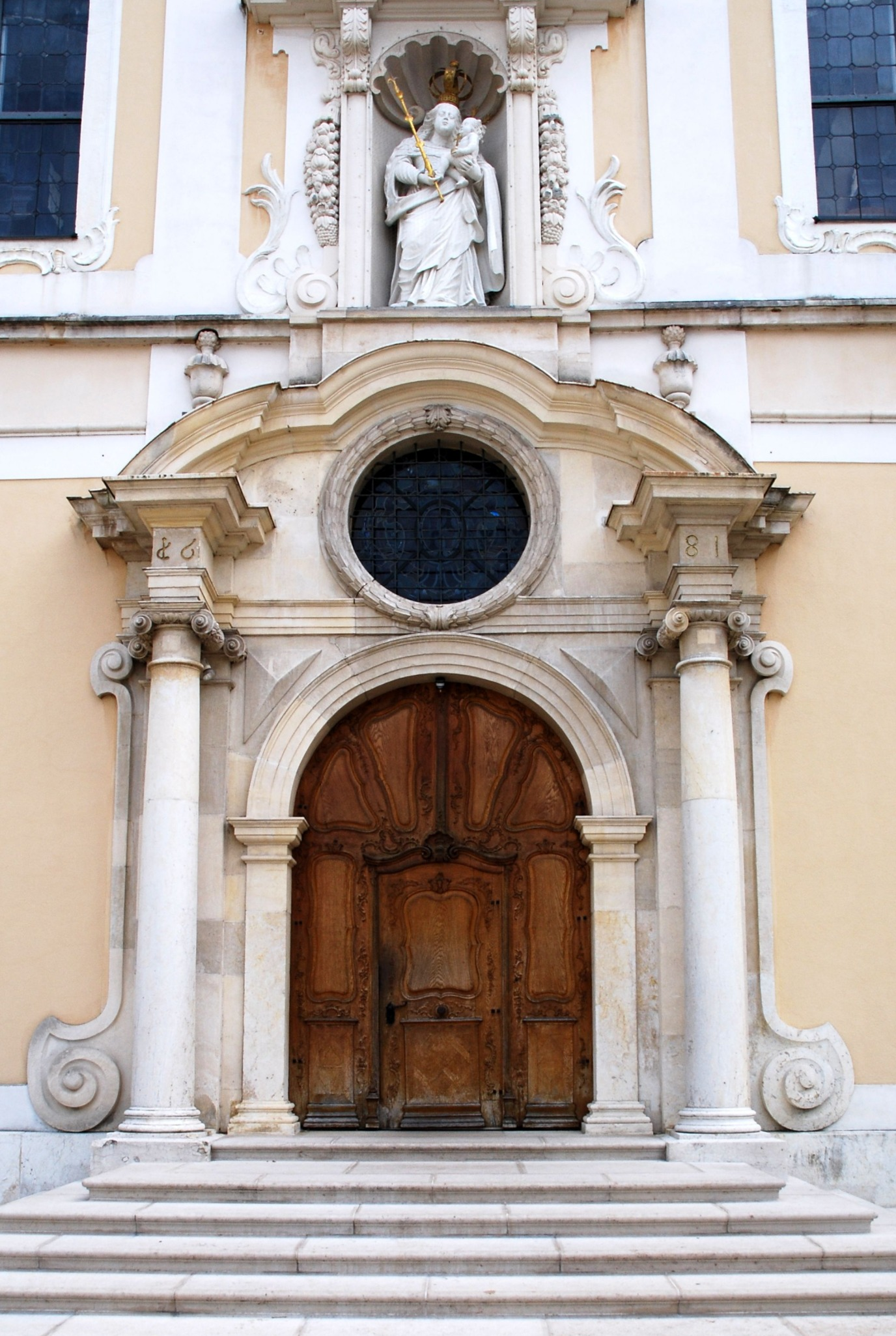
Eingangsportal des Doms

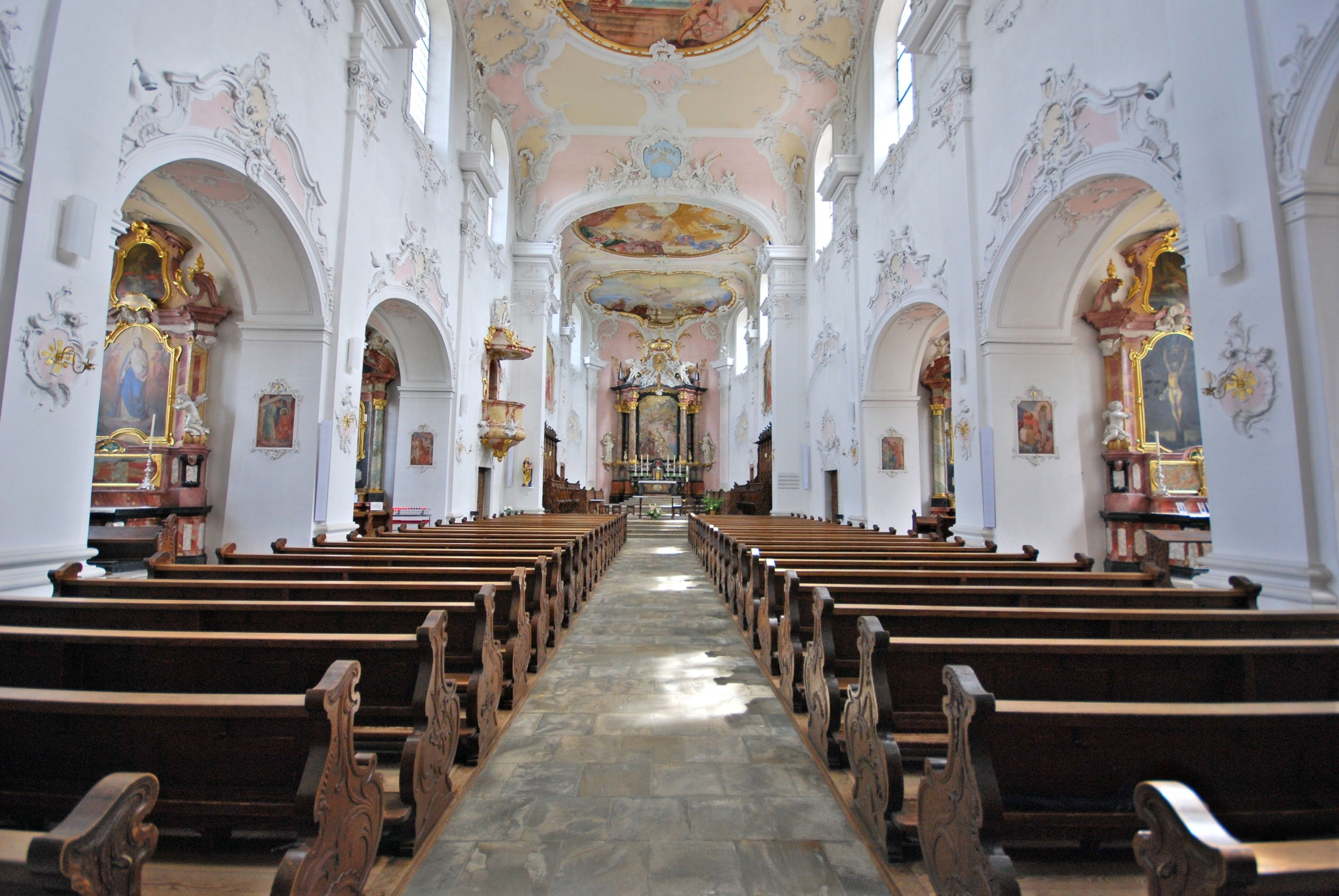
Innenansicht Richtung Hauptaltar

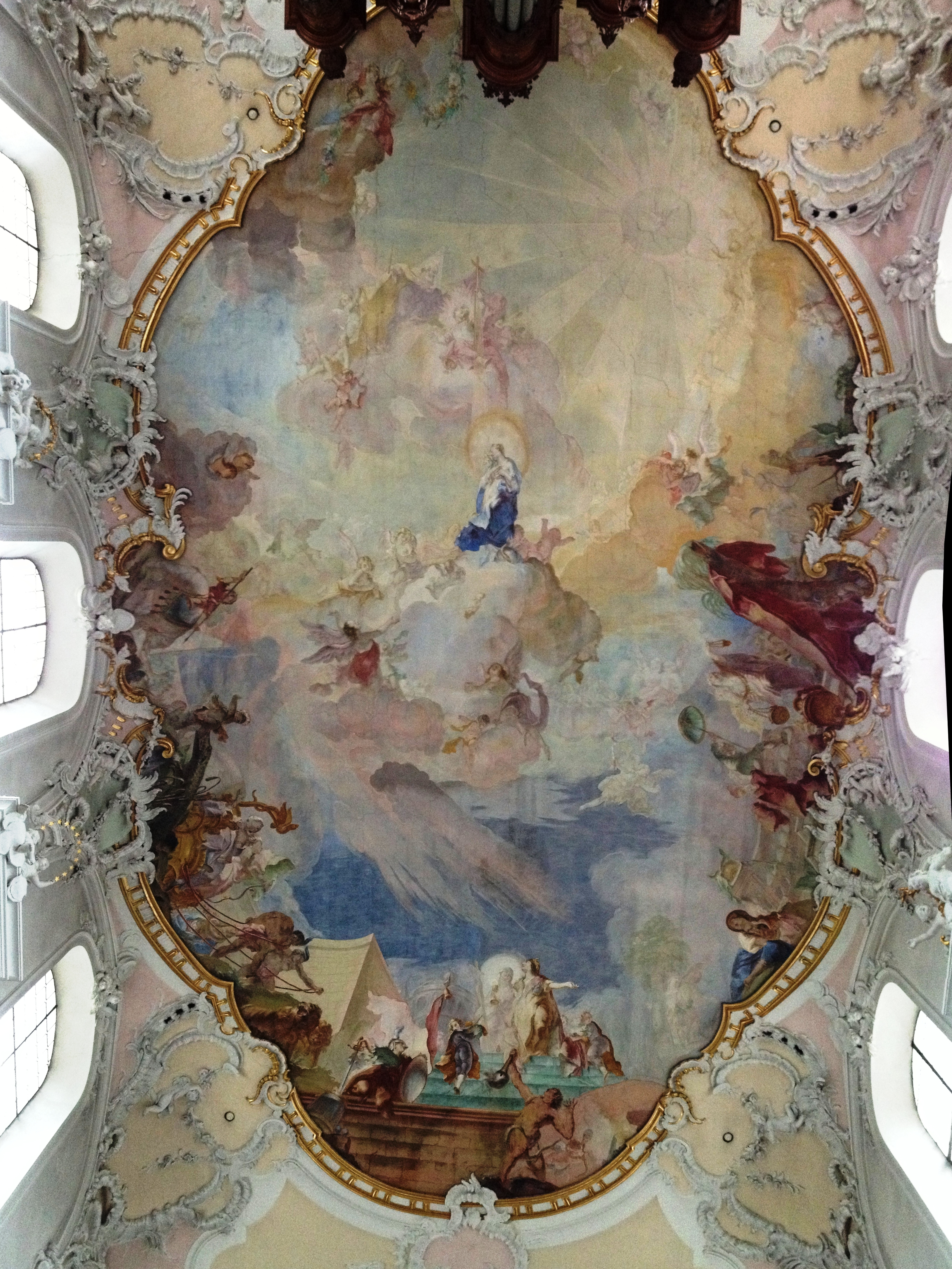
Deckengemälde mit der Darstellung der heiligen Jungfrau

Von der Reformation vertrieben, flüchtete der Bischof des Fürstbistums Basel 1529 zunächst nach Altkirch, dann nach Pruntrut, wohingegen das Domkapitel sich zuerst nach Neuenburg am Rhein begab und dann im Basler Hof in Freiburg im Breisgau Aufnahme fand. Nach der Besetzung Freiburgs durch die Franzosen beschlossen Bischof und Kapitel 1679, eine neue Residenz in Arlesheim zu errichten. Nach Pruntrut, zum Sitz des Fürstbischofs, konnte das Kapitel nicht verlegt werden, weil es kirchlich zur Erzdiözese Besançon und nicht zum Bistum Basel gehörte. Arlesheim dagegen lag nicht nur im Bistum, sondern auch in der Nähe des Elsass, woher das Kapitel die meisten Einkünfte bezog.
1792, im Laufe der Französischen Revolution, floh der Fürstbischof Sigismund von Roggenbach ins Exil nach Konstanz. 1793 verliessen die letzten Domherren Arlesheim und Freiburg im Breisgau wurde wieder offizieller Sitz des Domkapitels. Der Dom, die Domherrenhäuser und die Fahrhabe wurden darauf versteigert und vieles ging verloren, u. a. der Kirchenschatz, einige Glocken und das kunstvolle schmiedeeiserne Chorgitter. Der Dom wurde zwischenzeitlich als Abstellraum und gar als Pferdestall benutzt, und seit 1812 ist er die Pfarrkirche der Gemeinde Arlesheim.

## Architektur
Der Dom wurde 1679–1681 nach Plänen von Franz Demess gebaut, während für die Domherrenhäuser der Misoxer Baumeister Jakob Engel (1631–1714) und dessen Bruder Karl verantwortlich zeichneten. Am 26. Oktober 1681 konnte die Weihe des Domes vollzogen werden, und im Juli 1682 wurden die Glocken aufgezogen.
Der frühbarocke Bau war sehr einfach und streng. Der Einheitsraum war wie heute von Kapellen begleitet, und die Wände waren durch niedrige Emporen, wie man sie in Jesuitenkirchen antrifft, belebt. Das Mittelschiff schloss mit einer unabgesetzten, weiten Apsisrundung ab. Stuckaturen und schwere Kränze an der Decke milderten die Nüchternheit dieses Raumes.
Die Domkirche hat zwei Kirchtürme, welche von je einem Knauf und einem Kreuz abgeschlossen werden. Das Mauerwerk hat eine gelbliche Farbe, umrahmt von weissen Rahmen; der Turm wird durch ein hellgrünes Dach abgeschlossen. In einer Nische über der Eingangstür aus hellem Holz befindet sich Maria mit Kind und Baselstab als Statue, welches das Wappen des Domstiftes ist.

## Umbau von 1759
Die schnelle Bauweise um 1680 liess bald schwere Schäden zu Tage treten, und 1759 wurde eine umfassende Restaurierung nötig. Der Dom erhielt ein Rokoko-Aussehen und wurde innen und aussen erneuert und weitgehend verändert.
Der Architekt war Franz Anton Bagnato (1732–1810). Für die Ausführung der Stuckarbeiten und den Hochaltar war Francesco Pozzi (1704–1789) zuständig. Die Deckengemälde und das Altarbild in Fresko wurden durch Giuseppe Appiani ausgeführt. Die Schreinerarbeiten wie das Hauptportal, die Seitentüren mit ihren Schnitzereien und das Chorgestühl wurden von Peter Schacherer aus Rheinfelden 1761 ausgeführt.
Beim Umbau wurden der Dom verlängert und die Seiteneingänge weiter gegen den Chor verlegt, der Innenraum wurde leicht umgestaltet, die kleinen Emporen wurden entfernt, und der Dom erhielt eine Gruft unter dem Chorboden. Auch das Äussere der Kirche wurde überarbeitet, die Fassade durch eine Verstärkung der vertikalen Elemente leichter gestaltet und durch zusätzliche Schnörkel an den Fenstern verschönert.
1930 wurde das Innere und 1954/1955 das Äussere der Domkirche renoviert. 1980 folgte eine vollständige Aussen- und Innenrestauration.

## Silbermann-Orgel
Die Orgel ist die letzte in der Schweiz noch weitgehend original erhaltene Silbermann-Orgel. Das Domkapitel gab am 2. November 1759 dem bekannten Orgelbaumeister Johann Andreas Silbermann aus Strassburg den Auftrag zum Bau einer Orgel. Diese wurde auf der Empore über dem Eingang eingebaut, am 31. August 1761 vollendet und hatte damals 32 Register.
1888 wurde sie von Friedrich Weigle, dem Zeitgeschmack entsprechend, grundlegend in Richtung romantisches Klangbild umgebaut, wozu Weigle 40 % des originalen Pfeifenbestandes einschmolz. Weiterhin stellte Weigle Windlade und Pfeifenwerk des Rückpositives in einen Schwellkasten hinter dem Hauptgehäuse und nutzte das Rückpositivgehäuse zur Unterbringung eines neuen Spieltisches, von dem der Organist nicht mehr zur Orgel, sondern in Richtung Altar schaute. Bei der 1962 erfolgten Restaurierung durch Metzler Orgelbau wurden die Manual- und Pedalumfänge erweitert und zu den drei original von Silbermann disponierten Pedalregistern fünf zusätzliche eingebaut, damit das Pedal ein eigenständiges Teilwerk z. B. zum Spielen von Bach-Werken, und nicht nur ein Bassklavier ist. Zur Rekonstruktion der beim Weigle-Umbau verlorengegangenen Register dienten andere elsässische Silbermann-Orgeln als Vorbild, oder es wurden historische Pfeifen gekauft. Metzler brachte auch das zum Schwellwerk entfremdete Rückpositivwerk wieder im Brüstungsgehäuse unter. Der von Metzler eingebaute, für eine weitgehende Konstanz der Windzufuhr sorgende moderne Magazinbalg erwies sich für diese Orgel als nachteilig, so dass sie 1998 wieder mit einer originalgetreuen Silbermannschen Keilbalg-Anlage, welche eine gewisse gewünschte Windstössigkeit hervorbringt, versehen wurde. Im Juni 2005 wurde eine erneute Restaurierung durch Gaston Kern abgeschlossen. Das Instrument hat den typischen „hellen“ Klang einer Silbermann-Orgel, wie es bei einer französischen Barock-Orgel üblich war. Typisch dafür sind unter anderem die Kornett- und viele Zungenregister. Sie hat folgende Disposition:
| I Rückpositiv C–e3 |           |   |
| Bourdon            | 08′       | S |
| Prestant           | 04′       | S |
| Flûte              | 04′       | S |
| Nazard             | 02 ⁄3′    | S |
| Doublette          | 02′       | S |
| Tierce             | 01 3⁄5′ 0 | S |
| Larigot            | 01 ⁄3′    |   |
| Fourniture III     |           |   |
| Cromorne           | 08′       |   |
| Tremblant doux     |           |   |

| II Hauptwerk C–e3 |           |   |
| Bourdon           | 16′       | S |
| Montre            | 08′       | S |
| Bourdon           | 08′       | S |
| Prestant          | 04′       | S |
| Nazard            | 02 ⁄3′    | S |
| Doublette         | 02′       | S |
| Tierce            | 01 3⁄5′ 0 | S |
| Sifflet           | 01′       | S |
| Fourniture III    |           |   |
| Cymbale III       |           |   |
| Cornet V (ab c0)  |           | S |
| Trompette (B/D)   | 08′       |   |
| Voix humaine      | 08′       |   |
| Tremblant fort    |           |   |

| III Récit/Echo C–e3 |           |   |
| Bourdon             | 08′       | S |
| Prestant            | 04′       | S |
| Nazard              | 02 ⁄3′    |   |
| Doublette           | 02′       |   |
| Tierce (ab c0)      | 01 3⁄5′ 0 |   |
| Basson-Trompette    | 08′       |   |

| Pedal C–d1     |           |   |
| Subbass        | 16′       | S |
| Octavbass      | 08′       | S |
| Quinte         | 05 1⁄3′ 0 |   |
| Prestant       | 04′       |   |
| Fourniture III |           |   |
| Bombarde       | 16′       |   |
| Trompette      | 08′       |   |
| Clairon        | 04′       |   |

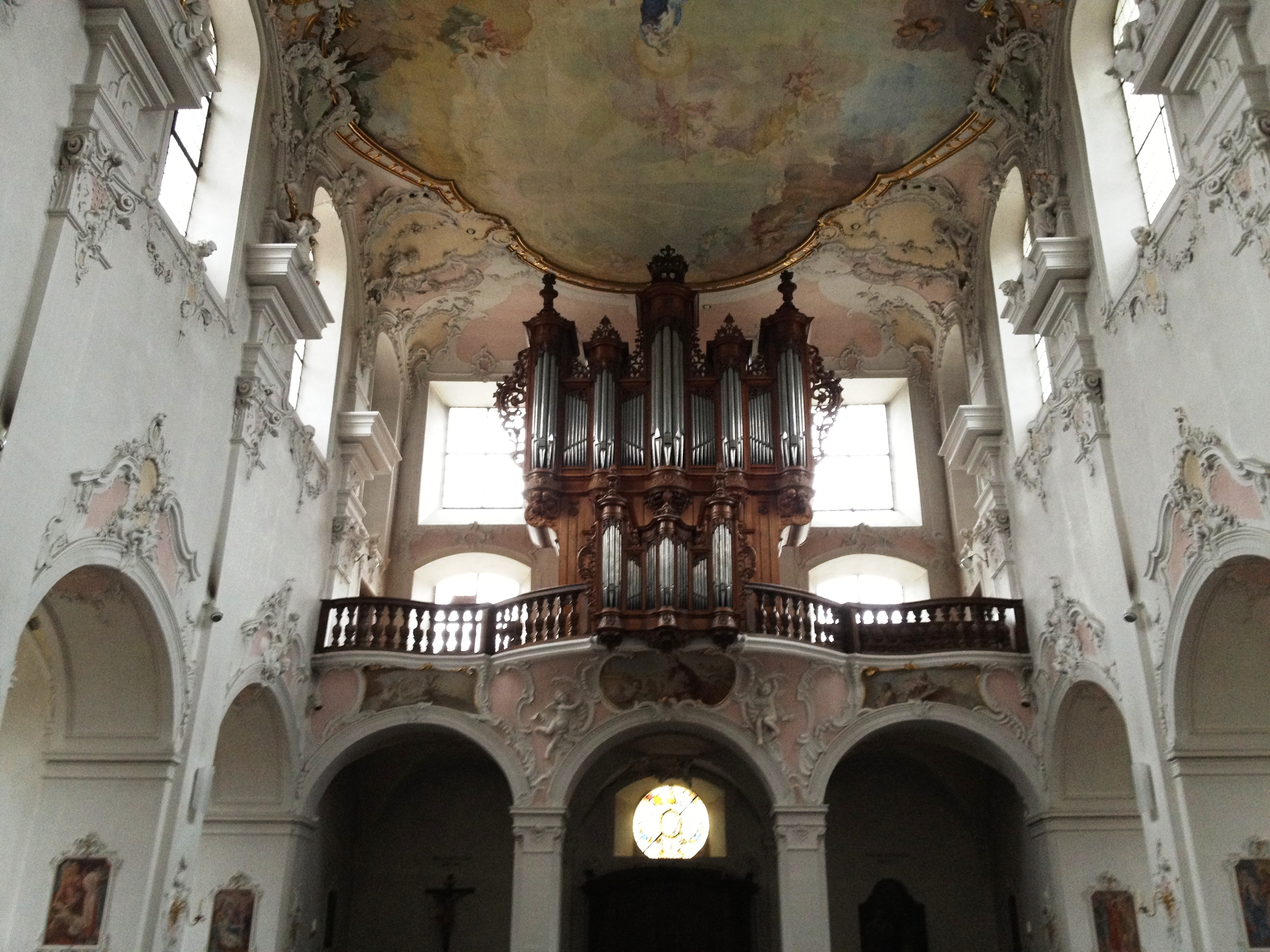
Silbermann-Orgel

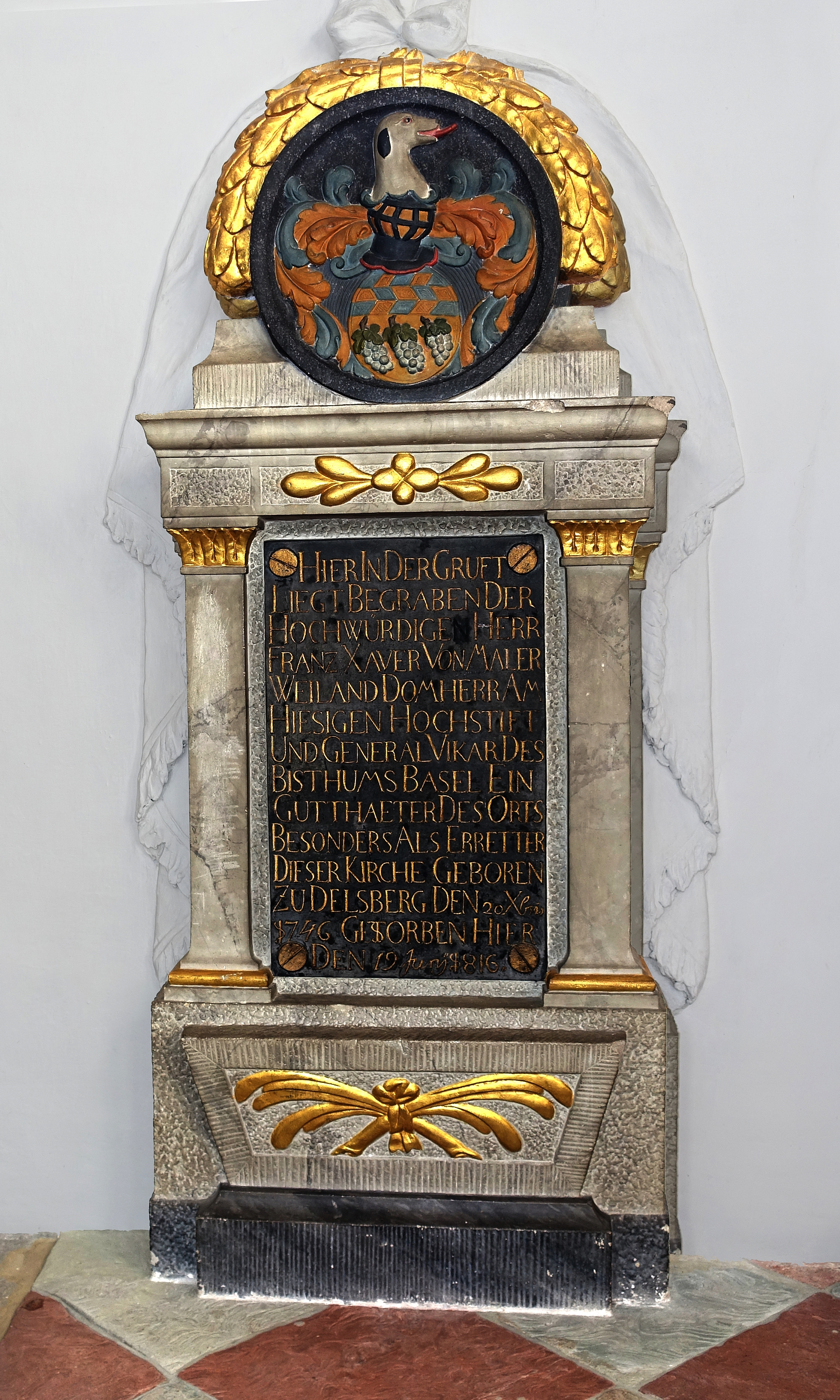
Grabmal von Franz Xaver von Maler (1746–1816) im Dom von Arlesheim

- Koppeln: RP/HW (Accouplement); HW/P (Tirasse).
- Anmerkung:

S = Erhaltene Register von Johann Andreas Silbermann 1761
Das Instrument wurde bei zahlreichen LP- oder CD-Einspielungen verwendet, zum Beispiel für die Orgelwerke von Johann Sebastian Bach durch Walter Kraft, Karl Richter oder Lionel Rogg. Berühmt geworden ist Richters Einspielung der sechs Orgelkonzerte von Bach (BWV 592–597). Es finden regelmässig Konzerte im Rahmen der «Domkonzerte Arlesheim» statt.

## Glocken
Das Glockengeläut des Doms besteht aus fünf Glocken, die von der Gießerei H. Rüetschi AG in Aarau 1926 und 1935 (Glocke 3) gegossen wurden.

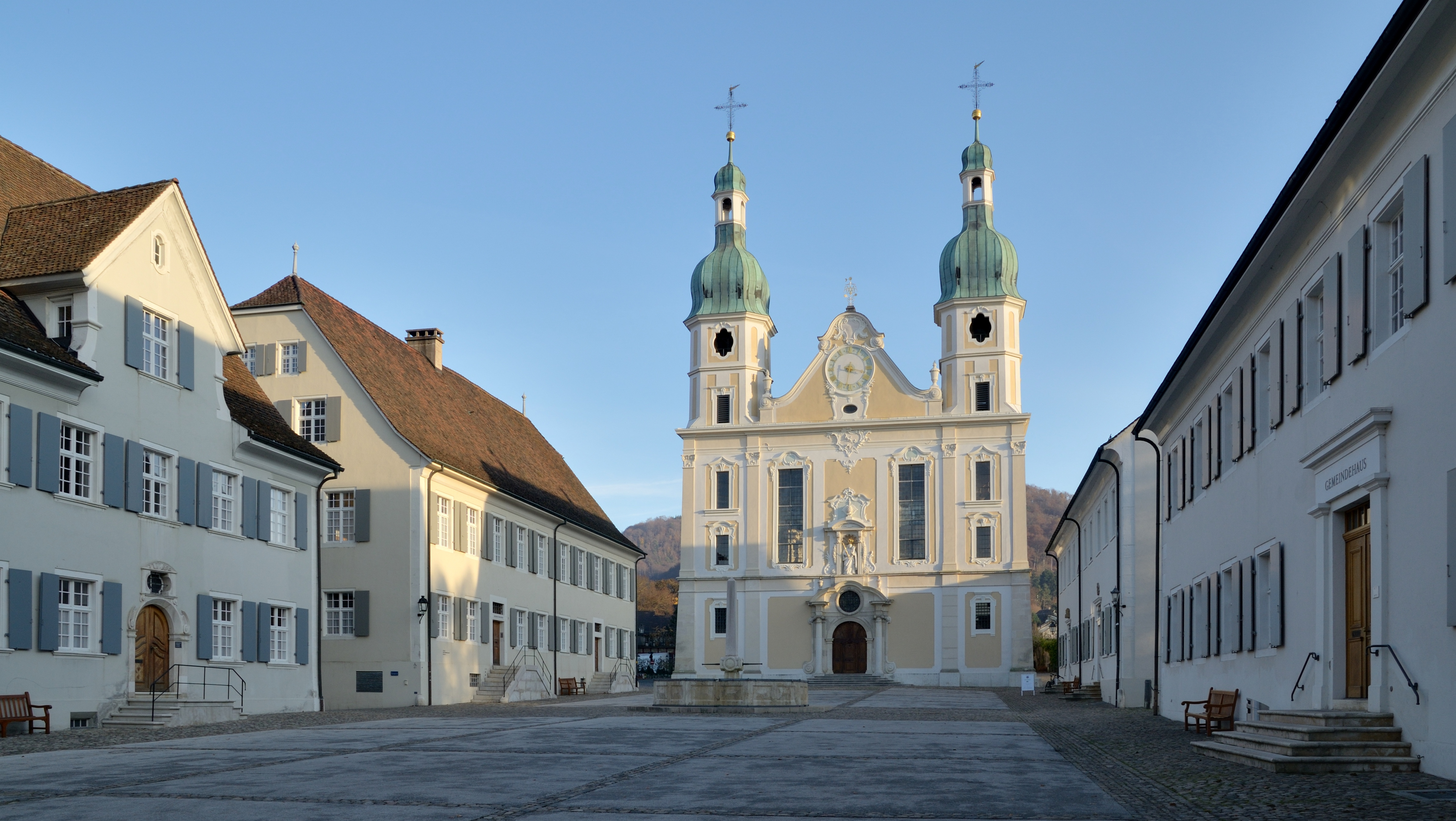
Der Domplatz in Arlesheim

| Nr. | Name             | Gewicht | Schlagton |
| --- | ---------------- | ------- | --------- |
| 1   | Christusglocke   | 3585 kg | b°        |
| 2   | Marienglocke     | 1500 kg | es'       |
| 3   | Odilienglocke    | 1050 kg | f'        |
| 4   | Josephsglocke    | 750 kg  | g'        |
| 5   | Sebastiansglocke | 440 kg  | b′        |